# Uolevi Manninen
Uolevi Manninen (Äänekoski, 7 aprile 1937 – Naantali, 10 novembre 2009) è stato un cestista finlandese.

## Carriera
Con la Finlandia ha disputato i Giochi olimpici di Tokyo 1964 e quattro edizioni dei Campionati europei (1961, 1963, 1965, 1967).

## Palmarès
- Campionato finlandese: 3

Tapion Honka: 1967-68, 1968-69, 1969-70